# Avatar, the Last Airbender: The Dawn of Yangchen
The Dawn of Yangchen ou Chronicles of the Avatar Book 3 é um romance publicado em 2022 pelo autor F.C. Yee pela editora norte-americana Amulet Books. É baseado na série animada de televisão Avatar: The Last Airbender. O livro conta com colaboração de Michael Dante DiMartino, co-criador da animação original.
É o terceiro livro da série Chronicles of the Avatar.

## Sinopse
A inexperiência de Yangchen pode vir a ser seu maior trunfo...
Atormentada pelas vozes dos Avatares antes dela desde que ela consegue se lembrar, Yangchen ainda não conquistou o respeito sentido pelo Avatar Szeto, seu antecessor. Em uma época em que a lealdade é comprada em vez de conquistada, ela tem poucos motivos para confiar em seu conselho. Quando Yangchen viaja para Bin-Er no Reino da Terra em negócios políticos, um encontro casual com um informante chamado Kavik leva a uma parceria cautelosa. Bin-Er é uma cidade governada por comerciantes shang corruptos que ficaram ressentidos com o mercurial Rei da Terra e seus caprichos. Para se livrar de sua influência, os Shangs têm uma solução em mente: uma misteriosa arma de destruição em massa que colocaria o poder diretamente em suas mãos. Enquanto Yangchen e Kavik tentam frustrar o plano dos Shangs, sua improvável amizade se aprofunda. Mas para Yangchen traçar seu curso como um Avatar singularmente poderoso, ela deve aprender a confiar em sua própria sabedoria acima de tudo.

## Produção
A obra foi anunciada oficialmente em 24 de março de 2022, com F.C. Yee retornando como escritor, sendo marcado para ser lançado em 19 de julho do mesmo ano, com o livro contando com 366 páginas. Em entrevista para o site CBR, Yee respondeu uma sabatina com perguntas sobre o futuro livro. Yee comentou que a experiência em escrever a obra foi diferente das outras anteriores, alegando que o pico da pandemia de COVID-19 influenciou bastante no processo de escrita.

## Lançamento
O livro chegou as bancas em 19 de julho de 2022 nos Estados Unidos. Ainda não há previsão de lançamento para as livrarias brasileiras.

## Recepção
Megan Peterson, para o site Subjectfy Media, escreveu uma review positiva do livro, afirmando que "... F.C. Yee aprofunda o mundo de Avatar: The Last Airbender ao nos dar um olhar maravilhosamente realista sobre o que seria realmente ser 'ponte entre dois mundos'.", acrescentando que o que a deixou animada em escrever a review é que "este livro leva sua audiência (infanto-juvenil) a sério".
Para o site Temple of Geek, Kristen Chavez comenta que "... The Dawn of Yangchen é um conto atraente que dá um maior contexto para a lendário Avatar Nômade do Ar."
No site da Amazon, o livro possui uma avaliação pública de 4,8/5, baseada em 1.084 avaliações.